# Reinhardt Glauber
Reinhardt Glauber (* 14. Dezember 1948 in Pinzberg) ist ein deutscher Kommunalpolitiker (Freie Wähler) und war von 1996 bis 2014 Landrat des Landkreises Forchheim.

## Biografie
Reinhardt Glauber wuchs in Pinzberg im Landkreis Forchheim auf. Von 1969 bis 1972 studierte er Architektur an der Georg-Simon-Ohm-Hochschule Nürnberg. Von 1972 bis 1977 arbeitete er als Architekt, von 1977 bis 1996 war er als Fachlehrer für Bauwesen an der Staatlichen Berufsschule Forchheim tätig. 
Sein kommunalpolitisches Engagement begann 1972 in Pinzberg, wo er bis 1990 als Gemeinderat und von 1990 bis 1996 als Erster Bürgermeister fungierte. 1996 wurde Glauber erstmals, 2002 mit 53,67 % und 2008 mit 59,39 % der Stimmen für die Freien Wähler zum Landrat des Landkreises Forchheim gewählt. Zudem war er von 1992 bis 2003 Bezirksvorsitzender der Freien Wähler. Von 1998 bis 2018 war er Mitglied des Bezirkstages von Oberfranken. 

## Privates
Glauber ist mit Dorothea Glauber verheiratet. Er ist der Vater des bayerischen Staatsministers für Umwelt und Verbraucherschutz Thorsten Glauber (Freie Wähler). 

## Auszeichnungen (Auswahl)
- 2023: Bayerischer Verdienstorden[1]